# Colorant de cuve
 (mai 2025).
Les colorants de cuve sont des colorants utilisés en teinturerie sur fibres cellulosiques et sur fibres animales ; dans quelques rares cas, ils peuvent également être appliqués sur des fils synthétiques.
1. Ce sont des colorants insolubles rendus solubles avec des agents réducteurs en milieu fortement alcalin ; cette action se nomme « cuver ou réduire ».
2. Sous la forme soluble[1], ils ont la capacité de teindre.
3. Après la teinture, il faut oxyder les colorants pour régénérer la forme insoluble du colorant au sein de la fibre.

On obtient des teintures très solides (grand teint).

## Généralités
- La teinturerie peut être considérée comme une industrie artisanale. Le côté industriel se retrouve dans les structures et infra structure que doit posséder une teinturerie. Le côté artisanal tient au fait qu'en partant d'un procédé de base, l'interprétation qu'en fait le teinturier diffère en fonction des machines dont il dispose, de la présentation de la marchandise à teindre (bourre, fils, tricot, tissus, tapis, dentelles, passementerie, lacets, cordes pour saucissons, etc.), de l'usage auquel l'article est destiné, du prix que le donneur d'ordre est prêt à payer, etc.
- On peut pratiquement dire qu'il y a autant de procédés de teinture qu'il y a de teinturiers, c'est pourquoi ce qui suit ne donne qu'un aperçu du comment cela peut se faire.
- Il serait en effet trop long et de toute manière incomplet de donner le détail des opérations qu'une marchandise textile subit avant d'arriver entre les mains de l'usager final.
- Il faut également tenir compte que beaucoup d'articles à teindre sont composés de mélanges de fibres et que par conséquent il faut faire des compromis pour ménager le textile.

## Classification
1. Les indigos[2].
2. Les cuves proprement dits.
3. Les leuco-dérivés[3] des colorants de cuve.
4. Les algools[4].
5. Les hydrones[5].

Pour tous les colorants de cuve, la méthode globale de teinture est :
1. Solubilisation du colorant par cuvage ;
2. Teinture proprement dite ;
3. Oxydation.

Les produits utilisés peuvent être différents, mais le but initial est toujours le même.

## Mode d'emploi sur fibres animales
Ces fibres sont très sensibles aux alcalis chauds, c'est pourquoi un maximum de précautions sont prises à cet égard.

### Pour les indigos (pièce sur barque à étoile)
- Préparation de la cuve-mère : on utilise le colorant, de l'eau chaude, de la soude caustique, de l'hydrosulfite de sodium dans des proportions précises pour chaque colorant. Durée pour obtenir le cuvage complet, environ 30 min. Le colorant qui est bleu, devient jaune-or après cuvage.
- Préparation du bain de teinture : le bain est garni[7] d'un agent protecteur pour la laine, d'un antioxydant, d'un agent d'unisson, d'ammoniaque et d'hydrosulfite de sodium. Brassage pour homogénéiser l'ensemble.
- Déroulement de la teinture : lorsque l'aiguisage et le cuvage sont terminés, la cuve est incorporée dans le bain de teinture, brassage pour homogénéiser l'ensemble tout en veillant à maintenir l'état de réduction avec un apport éventuel d'ammoniaque et d'hydrosulfite de sodium. Après une quinzaine de minutes, la laine prend une couleur jaune. Suivant l'intensité du coloris de 30 à 180 min.

### Pour les colorants de cuve (pièce sur barque à étoile)
La technique est semblable à celle de l'indigo, sauf que les cuves peuvent avoir une autre couleur que jaune-or.

### Pour les leuco-dérivés des colorants de cuve
La teinture se fait en deux phases au lieu de trois :
- préparation du bain de teinture : la marchandise est brassée pendant 10 min dans un bain contenant : du sulfate de sodium, un agent d'unisson, un agent protecteur pour la laine, de l'acétate d'ammonium ou du sulfate d'ammonium. Ensuite incorporer les colorants dissout à l'eau chaude, brasser et chauffer jusqu'à l'ébullition, teindre 30 à 45 min. Pour finir, on peut ajouter suivant le cas de l'acide acétique ou de l'acétate de sodium pour favoriser l'épuisement. Il faut veiller avec certains colorants de maintenir un état de réduction par une addition régulière d'hydrosulfite de sodium ;
- développement sur un bain frais ; on ajoute : du sulfocyanure d'ammonium, un produit mouillant, du bichromate de sodium, on brasse 15 min et l'on ajoute de l'acide sulfurique. On chauffe lentement jusqu'à 85 °C et on traite pendant 20 min. Ensuite on rince et l'on termine sur un bain d'acétate de sodium.

## Mode d'emploi sur fibres cellulosiques
Ces fibres sont très résistantes aux alcalis, sauf les fibres artificielles.

### Pour les colorants indigos
Cette gamme ne contient que des bleus. Généralement, la teinturerie qui teint de l'indigo, ne fait rien d'autre que l'indigo, car il y a une souillure du milieu ambiant assez prononcée.
L'indigo se distingue des autres colorants de cuve sur coton par l'absence d'affinité de son leuco-dérivé pour la fibre cellulosique. 
De ce fait la teinture se fait à la continu, : imprégnation, exprimage, oxydation à l'air, imprégnation, etc., cela se passe en général à froid, car l'élévation de la température n'apporte rien. Après teinture un simple lavage suffit.

Alors que l'indigo donne sur laine des solidités excellente, sur coton le résultat est moins probant.

La réduction se fait de plusieurs manières :
1. Cuve à l'hydrosulfite de sodium ;
2. Cuve au zinc et à la chaux ;
3. Cuve au sulfate de fer ;
4. Cuve de fermentation.

Les trois dernières méthodes sont citées pour mémoire, industriellement ce n'est plus possible à cause de la pollution engendrée.

### Pour les colorants de cuve
Trois groupes sont représentés en fonction des quantités d'alcalis, de réducteur et de la température d'application.

Généralement appelés : 
1. IK se teint à basse température avec du sulfate de sodium ;
2. IN[11] se teint vers 60 °C ;
3. IW se situe entre IK et IN.

La teinture se fait comme pour la laine, sauf que dans le cas présent on remplace l'ammoniaque par de la soude caustique.
L'oxydation se fait généralement avec du bichromate de sodium, de l'eau oxygénée ou avec un produit spécial générateur d'oxygène.
L'oxydation est suivie d'un ou de deux savonnages à l'ébullition.

### Pour les leuco-dérivés des colorants de cuve
Donne des nuances très solides, cette classe est utilisée pour les nuances pastels à clairs.
Rappel : dans ce cas, les colorants sont solubles.
La teinture se déroule en deux phases : 
1. Le piétage ou imprégnation : se fait généralement entre 25 °C et 30 °C, parfois avec une ajoute de sulfate de sodium pour favorisé l'épuisement, la durée varie en fonction du matériel utilisé ;
2. Le développement se fait à froid ou à chaud suivant les colorants, pour cela on utilise du nitrite de sodium et de l'acide sulfurique (ce qui donne de l'acide nitreux nécessaire à la au développement) ;
3. Le tout est suivi d'un rinçage et d'un savonnage poussé.

### Pour les hydrones
Cette gamme ne contient que des bleus, exception faite pour un kaki et un olive.
Les procédés de teinture sont voisins des colorants au soufre et des colorants de cuve. 
Les teintures obtenues présentes de bonnes à très bonnes solidités générales et une solidité au chlore supérieure aux colorants au soufre. Les tenues de travail sont généralement teintes avec les colorants hydrones.

## Mode d'emploi sur fibres synthétiques
Les colorants de cuve sont les seuls utilisés dans le cas présent. Ils se teignent comme des colorants dispersés. On utilise dans ce cas le colorant sous sa forme insoluble.

Cette méthode est réservée aux coloris pastels dans certains cas.